# Gangli limfàtic
Els ganglis limfàtics o nòduls limfàtics són components del sistema limfàtic que actuen com a filtres per a partícules estranyes i contenen leucòcits. Molts cops s'anomenen informalment glàndules limfàtiques però, com que no secreten substàncies, aquesta terminologia no és acurada. Es troben en moltes parts del cos.

## Funció
Els ganglis limfàtics actuen com a filtres, amb teixit connectiu reticular en forma de "bresca" omplert per limfòcits que recullen i destrueixen bacteris i virus. Quan el cos es troba lluitant contra una infecció, els limfòcits es multipliquen ràpidament i produeixen una tumefacció característica.

## Estructura
El gangli limfàtic està envoltat per una càpsula fibrosa, que s'estén a l'interior formant trabècules. Fibres reticulars molt primes constitueixen un teixit de suport a l'interior del gangli. La part còncava del gangli s'anomena hil. L'artèria i la vena s'introdueixen en el gangli a través de l'hili i permeten a la sang i entrar i sortir de l'òrgan, respectivament. El parènquima del gangli limfàtic es divideix en còrtex (extern) i medul·la (interna).

## Ganglis principals
- Nòduls limfàtics cervicals
- Nòduls limfàtics engonals
- Nòduls limfàtics mesentèrics
- Nòduls limfàtics poplitis

## Imatges addicionals

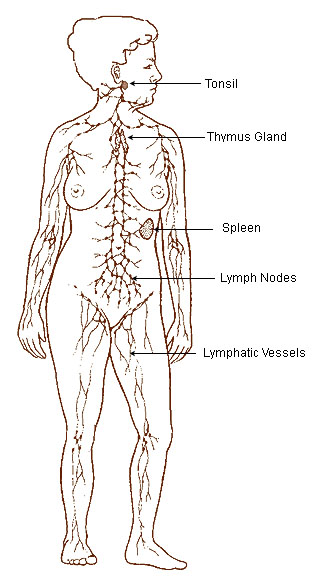
Sistema limfàtic
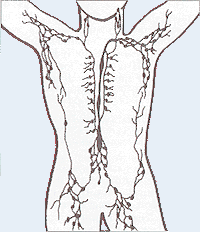
Sistema limfàtic humà.
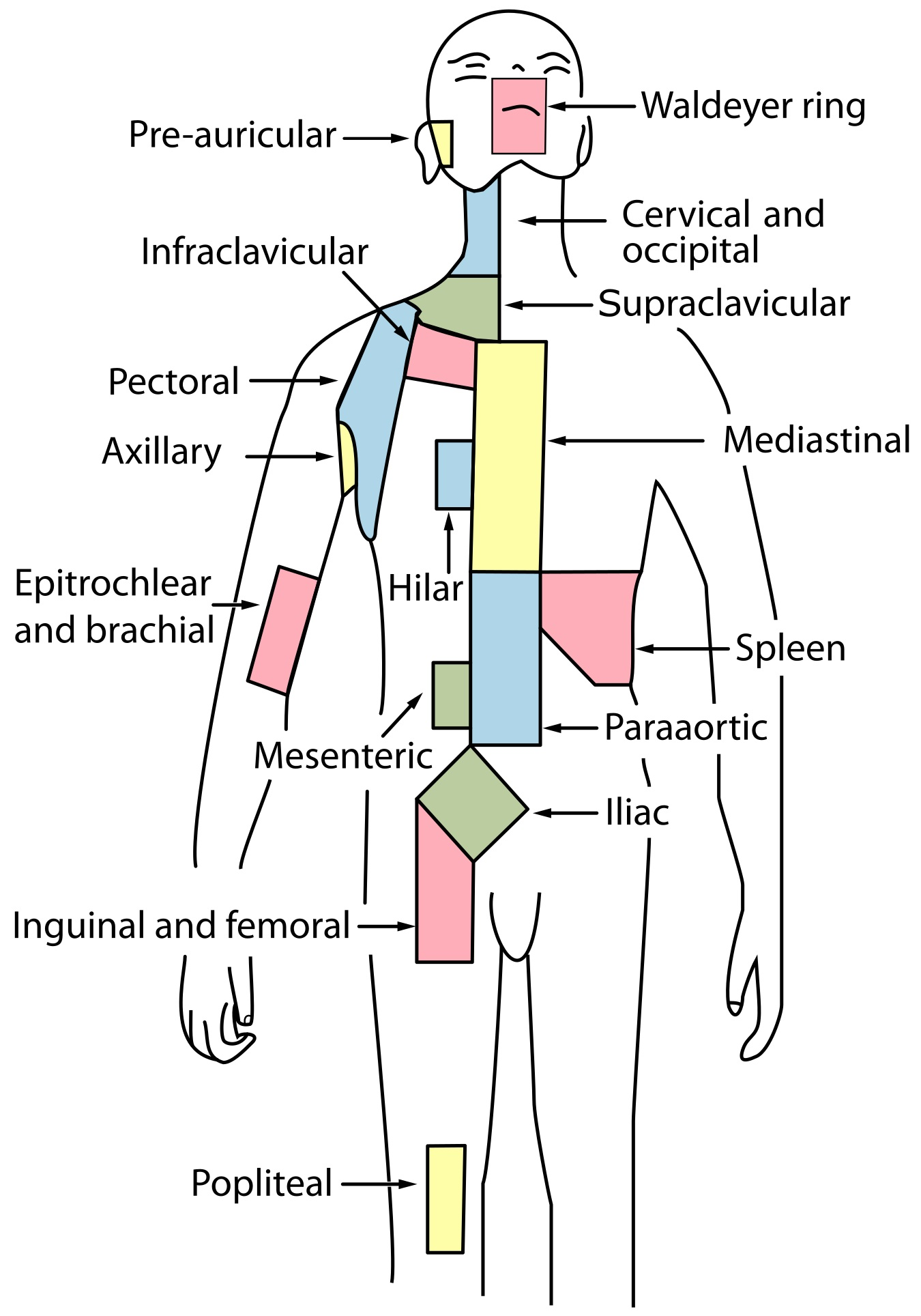
Sistema limfàtic per regions.
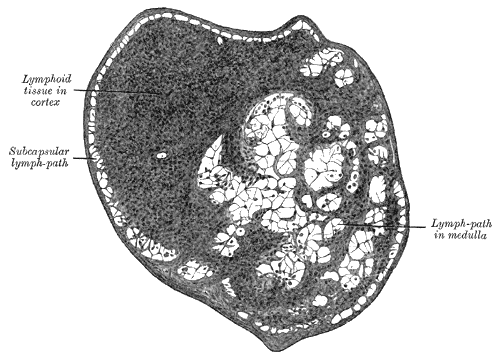
Nòdul limfàtic de ratolí (augmentat x100).
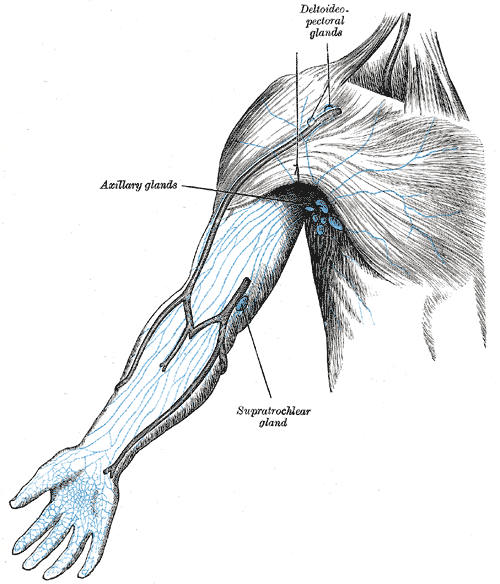
Ganglis limfàtics del braç.
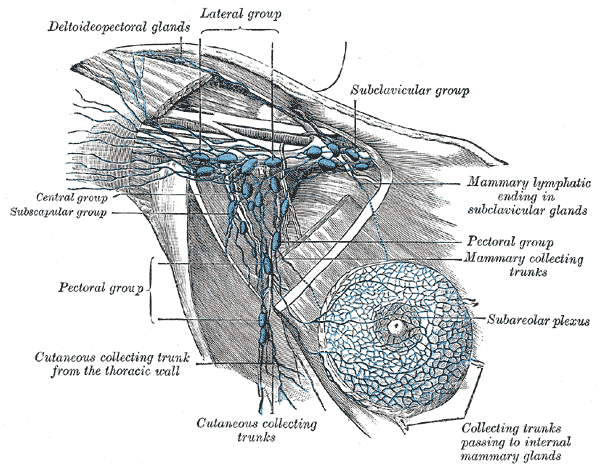
Ganglis limfàtics de la zona de l'aixella.
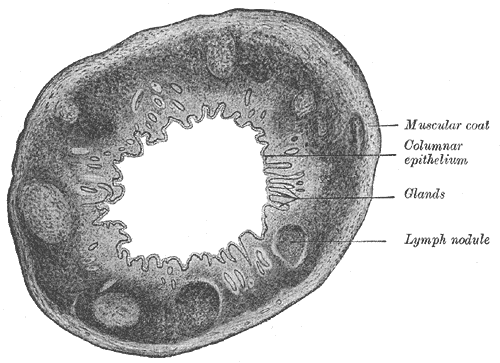
Tall transversal de l'apèndix humà (augmentat x20).
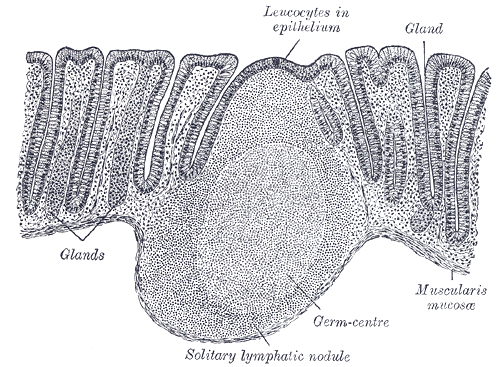
Tall de la capa mucosa del recte humà (augmentat x60).